# Bombírování
Bombírování(něm. bombieren z franc. bomber, vyklenout, vydout) je řemeslná technika tvarování plechu do nerozvinutelných, zejména dutých tvarů. Užívala se při ruční výrobě nádob, misek, helem, brnění a podobně. Ještě počátkem 20. století ji užívali autoklempíři například při výrobě blatníků. V moderní době byla nahrazena lisováním.

## Popis
Vystřižený kus plechu se nejprve „stahuje“, obvykle přes zašpičatělý špalík tvrdého dřeva, upnutý do svěráku. Údery kladiva ve spirále od kraje ke středu se plech přehýbá přes špalík a pozvolna tvaruje. Během stahování se polotovar musí často žíhat, aby se obnovila jeho plasticita, a musí se dávat pozor, aby se na okraji netvořily záhyby. Nahrubo vybombírovaný tvar se pak planýruje zevnitř, aby se vyhladily nerovnosti, vzniklé údery kladiva. Užívají se k tomu vyleštěná tvarová kladiva proti ocelové desce.

## Historie
S bombírováním se lze setkat už ve starověku, například u zlatých, stříbrných i měděných nádob, misek a pohárů, které se pak často zdobily tepáním reliéfů a ozdob. Ve středověku je užívali zlatníci, stříbrníci, pasíři a mědikovci stejně jako zbrojíři při výrobě pancířů a přileb, a to až do 19. století. Teprve koncem 19. století se začalo bombírování rotačních tvarů nahrazovat rychlejší a přesnější kovotlačitelskou technikou nebo tažením a lisováním do ocelových forem.

## Autoklempíři
Ještě na konci 19. a v první půli 20. století bylo bombírování častý pracovní úkon u autoklempířů – předchůdců dnešních karosářů. Truhláři-karosáři zhotovovali z jasanových latí kostry karoserií aut a autobusů. Autoklempíři pak volně z ruky na dlouhých kovadlinkách se sadou speciálních kladívek vyklepávali z plechu bombírované tvary karoserie a šroubovali je na kostru. Mistrovskou, vysoce elegantní práci těchto dávných mistrů dodnes obdivujeme na veteránech – nechce se věřit, že to je ruční práce. S bombírováním se můžeme potkat u kol automobilů, u blatníků, rohů kabin apod. – všude tam, kde je plech tvarován do kulata.